# Nordhusen
Die Wüstung Nordhusen befindet sich auf dem Gelände der Stadt Haldensleben westlich des Ortes Hundisburg im Landkreis Börde in Sachsen-Anhalt. Die Wüstung ist unter der Erfassungsnummer 428310048 im örtlichen Denkmalverzeichnis als Bodendenkmal eingetragen.

## Geschichte
Der Ort Nordhusen soll um 531 von sächsischen und fränkischen Markgenossen gegründet worden sein.
Urkundliche Erwähnungen Nordhusens beginnen erst 1218. Nordhusen gehörte zum Bistum Halberstadt, die nahegelegene Hunoldesburg zum Erzbistum Magdeburg. Die Grenze war der Fluss Beber.
1213 (in einigen Quellen 1214) belagerte Kaiser Otto IV. die Hunoldesburg, in die sich die Bewohner Nordhusens geflüchtet hatten. Der Kaiser brach die Belagerung ab, nachdem er 60 seiner Ritter verloren hatte. Beim Abzug ließ er wohl das verlassene Dorf Nordhusen zerstören und verschonte nur die Kirche.
Danach siedelten sich die Bewohner Nordhusens mit großer Wahrscheinlichkeit im Schutz der Hunoldesburg an und gründeten Hundisburg.
In einer Urkunde aus dem Jahre 1218 bevollmächtigte Bischof Friedrich von Halberstadt (1208–1236) den Erzbischof Albrecht von Magdeburg (1170–1232) an seiner statt die Weihe der Kapelle zu Hundisburg vorzunehmen.
1262 überließ der Halberstädter Bischof Volrad von Kranichfeld (1255–1296/97) dem dortigen Domkapitel das Patronat der Kirche in Nordhusen. Zu diesem Zeitpunkt dürfte Nordhusen schon bedeutungslos gewesen sein.

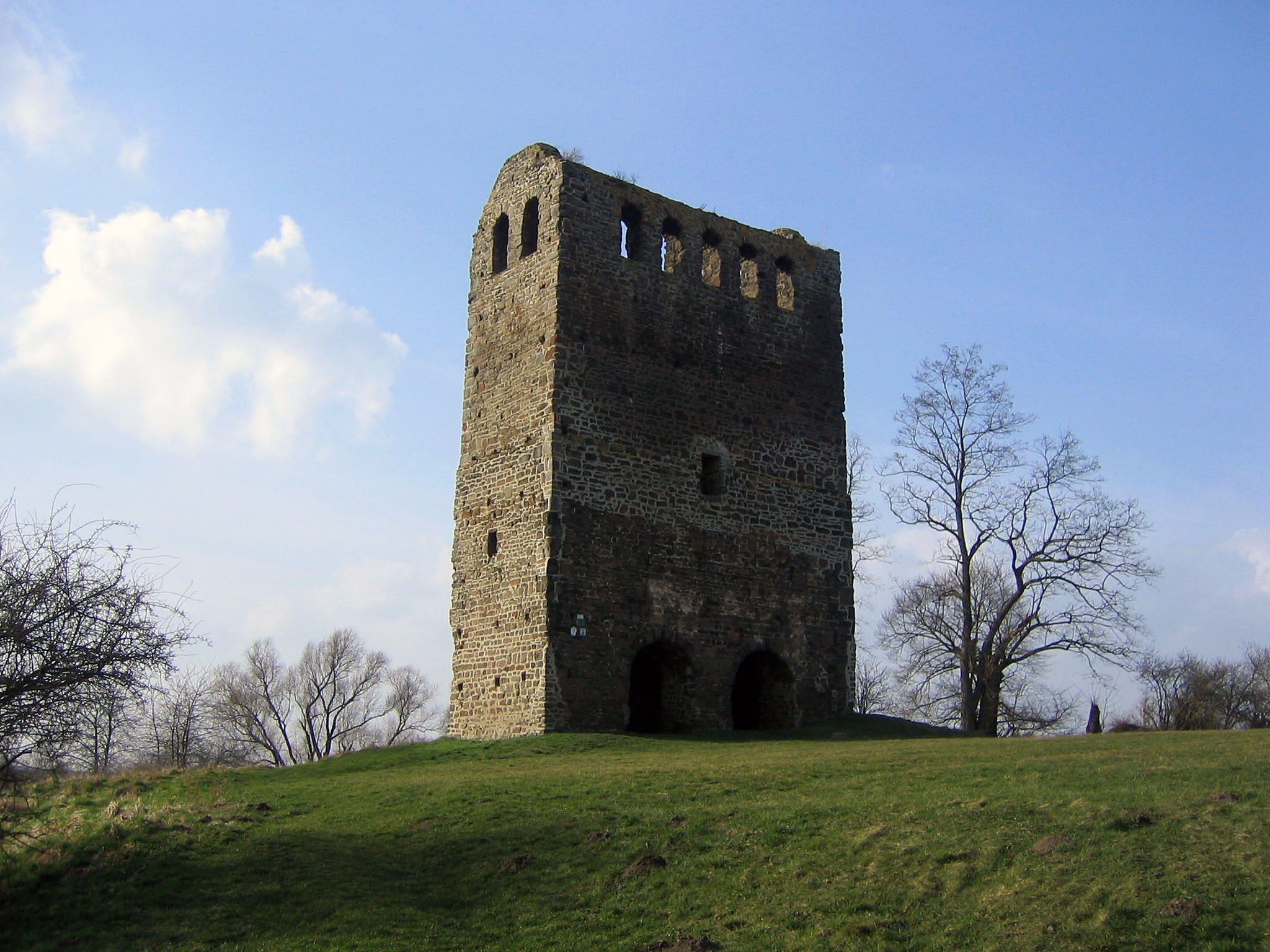
Kirchenruine Nordhusen

Einkünfte aus Nordhusen wurden noch in den Jahren 1307 und 1325 erwähnt. 1400 zahlte die Nordhusener Kirche sechs alte Schillinge nach Halberstadt. Dies entsprach damals der Summe, den ein Hof jährlich an Abgaben aufbringen musste. Wahrscheinlich wurden durch die Hundisburger nur die Ackerflächen um die Wüstung herum genutzt. Im Jahr 1401 lässt der Burgmann der Hunoldesburg, Busse von Alvensleben, die Mühle von Nordhusen neu erbauen. Die Mühle war bis zu einem Brand 1848 in Betrieb. Heute sind nur noch Mauerreste der Mühle in der Nähe der Kirchenruine zu finden.
Vom Ort Nordhusen ist nur die Kirchenruine Nordhusen erhalten geblieben.

## Sage von der Schlüsseljungfrau
Als Kaiser Otto IV. die Hundisburg belagerte, blieb eine junge Frau alleine in Nordhusen zurück. Nachdem der Kaiser abgezogen war und die Nordhusener aus der Hunoldesburg zurückgekommen waren, wunderten sie sich, dass das Haus der jungen Frau verschont geblieben war. Sie glaubten, sie sei mit dem Feind im Bunde, und mieden sie. Sie blieb alleine in Nordhusen zurück. Sie wurde noch einige Jahre dort gesehen und war plötzlich verschwunden.
Kurze Zeit später ging in Hundisburg die Geschichte um, dass die junge Frau wieder als Erscheinung in einem weißen Kleid gesehen wurde. An ihrem Gürtel trug sie ein Schlüsselbund, mit dem sie einen Keller der Hunoldesburg aufschließen kann.